# Desembarco
Desembarco är en udde i Antarktis. Den ligger i Västantarktis. Argentina, Chile och Storbritannien gör anspråk på området.
Terrängen inåt land är huvudsakligen kuperad, men den allra närmaste omgivningen är platt. Havet är nära Desembarco åt sydväst. Trakten är glest befolkad. Närmaste befolkade plats är San Martín Station, 7,6 kilometer nordväst om Desembarco. 